# Oliver Buff
Oliver Buff (Baden, 3 agosto 1992) è un calciatore svizzero, centrocampista dell'Oetwil.

## Caratteristiche tecniche
Gioca nel ruolo di trequartista, nelle azioni da gol (nelle quali emerge con non molta frequenza) sfrutta una tecnica di gioco abbastanza essenziale nelle azioni di movimento, in particolare si affida al tiro dalla media distanza, inoltre riesce a segnare calciando di prima intenzione. Anche se il suo piede forte è il destro, riesce a segnare tirando pure con il mancino. È un buon rigorista ma la sua precisione nel tirare gli permette di segnare anche calciando di punizione.

## Carriera

### Club

#### Zurigo e Saragozza
La sua carriera da professionista ha inizio con il Zurigo dopo aver militato nelle sue sezioni giovanili Under-18 e Under-21, riesce a realizzare il suo primo gol nella Super League in prima squadra il 5 aprile 2010, battendo per 3-2 il Grasshoppers. Nel 2014 vince la Coppa Svizzera, nella semifinale contro il Thun la squadra vince ai rigori per 5-4, Buff è il primo a segnare dagli undici metri, vince poi l'edizione 2015-2016 dove segna il gol del 1-0 sconfiggendo il Wohlen e in semifinale è autore della rete del 3-0 eliminando il Sion. Vince la Challenge League, segna un gol sia contro il Wohlen, il FC Winterthur e il Servette vincendo sempre con il risultato di 3-0, riesce a fare una rete anche contro il Le Mont, prevalendo per 2-0, un altro gol lo realizza battendo per 4-0 il Wil. A partire dal 2017 gioca in Spagna con il Saragozza, segna solo due gol, entrambi contro il Lugo, nella prima partita perdendo con il risultato di 2-1, mentre nella seconda conquistando una vittoria per 2-0.

#### Anorthōsis e Grasshoppers
Nel 2019 gioca a Cipro con l'Anorthōsis, gioca solo poche partite, segna un solo gol nel pareggio per 3-3 contro il Doxa Katōkopias, successivamente milita nel club svizzero del Grasshoppers, dove segna una doppietta battendo per 4-1 il Wil oltre al gol del 5-3 sconfiggendo il Sciaffusa.

#### Selangor e Žalgiris
Gioca in Malaysia nel 2021 con il Salengor, segna una rete nella vittoria per 2-0 contro l'UiTM United, un altro lo gol lo segna sconfiggendo per 3-0 il Perak, inoltre realizza due gol battendo per 3-1 lo Sri Pahang. In seguito inizia a giocare con il Žalgiris vincendo la Coppa di Lituania, segna un gol sconfiggendo per 3-1 il Telšiai e un altro gol lo mette a segno nella semifinale, vincendo per 2-1 contro il Kauno Žalgiris. Con la squadra vince pure l'edizione 2022 del campionato lituano.

### Nazionale
Viene convocato con la nazionale giovanile per disputare il Mondiale Under-17 nel 2009, nei quarti di finale segna il gol del 2-1 battendo l'Italia, infine grazie a Buff la Svizzera vince la finale dato che grazie al suo calcio d'angolo che Haris Seferović segna con un colpo di testa il gol del 1-0 sconfiggendo la Nigeria.
Gioca la sua prima partita con la Svizzera Under-21 a Varese il 10 agosto 2011 in occasione dell'amichevole contro l'Italia Under-21.

## Statistiche

### Presenze e reti nei club
Statistiche aggiornate al 13 novembre 2022.
| Stagione         | Squadra          | Campionato       | Campionato | Campionato | Coppe nazionali | Coppe nazionali | Coppe nazionali | Coppe internazionali | Coppe internazionali | Coppe internazionali | Altre coppe | Altre coppe | Altre coppe | Totale | Totale |
| Stagione         | Squadra          | Comp             | Pres       | Reti       | Comp            | Pres            | Reti            | Comp                 | Pres                 | Reti                 | Comp        | Pres        | Reti        | Pres   | Reti   |
| ---------------- | ---------------- | ---------------- | ---------- | ---------- | --------------- | --------------- | --------------- | -------------------- | -------------------- | -------------------- | ----------- | ----------- | ----------- | ------ | ------ |
| 2009-2010        | Zurigo           | SL               | 6          | 1          | CS              | 0               | 0               | UCL                  | 0                    | 0                    | -           | -           | -           | 6      | 1      |
| 2010-2011        | Zurigo           | SL               | 10         | 0          | CS              | 3               | 1               | -                    | -                    | -                    | -           | -           | -           | 13     | 1      |
| 2011-2012        | Zurigo           | SL               | 25         | 3          | CS              | 2               | 0               | UCL+UEL              | 2+3                  | 0+1                  | -           | -           | -           | 32     | 4      |
| 2012-2013        | Zurigo           | SL               | 24         | 1          | CS              | 4               | 0               | -                    | -                    | -                    | -           | -           | -           | 28     | 1      |
| 2013-2014        | Zurigo           | SL               | 22         | 0          | CS              | 5               | 0               | UEL                  | 2                    | 0                    | -           | -           | -           | 29     | 0      |
| 2014-2015        | Zurigo           | SL               | 30         | 0          | CS              | 3               | 0               | UEL                  | 7                    | 1                    | -           | -           | -           | 40     | 1      |
| 2015-2016        | Zurigo           | SL               | 31         | 8          | CS              | 5               | 2               | UEL                  | 2                    | 0                    | -           | -           | -           | 38     | 10     |
| 2016-2017        | Zurigo           | CL               | 25         | 8          | CS              | 3               | 2               | UEL                  | 3                    | 0                    | -           | -           | -           | 31     | 10     |
| Totale Zurigo    | Totale Zurigo    | Totale Zurigo    | 173        | 21         |                 | 25              | 5               |                      | 19                   | 2                    |             | -           | -           | 217    | 28     |
| 2017-2018        | Saragozza        | SD               | 26+2       | 2          | CR              | 3               | 0               | -                    | -                    | -                    | -           | -           | -           | 31     | 2      |
| 2018-gen. 2019   | Saragozza        | SD               | 8          | 0          | CR              | 2               | 0               | -                    | -                    | -                    | -           | -           | -           | 10     | 0      |
| Totale Saragozza | Totale Saragozza | Totale Saragozza | 34+2       | 2          |                 | 5               | 0               |                      | -                    | -                    |             | -           | -           | 41     | 2      |
| gen.-giu. 2019   | Anorthōsis       | A                | 2+6        | 0+1        | CC              | -               | -               | UEL                  | -                    | -                    | -           | -           | -           | 8      | 1      |
| 2019-2020        | Grasshoppers     | CL               | 18         | 3          | CS              | 0               | 0               | -                    | -                    | -                    | -           | -           | -           | 18     | 3      |
| 2021             | Selangor         | SL               | 19         | 6          | -               | -               | -               | -                    | -                    | -                    | -           | -           | -           | 19     | 6      |
| 2022             | Žalgiris         | A                | 26         | 1          | CL              | 4               | 2               | UCL+UEL+UECL         | 6+2+6                | 1+1+0                | SL          | 0           | 0           | 44     | 5      |
| Totale carriera  | Totale carriera  | Totale carriera  | 280        | 34         |                 | 34              | 7               |                      | 33                   | 4                    |             | 0           | 0           | 347    | 45     |

## Palmarès

### Club

#### Competizioni nazionali
- Coppa Svizzera: 2

Zurigo: 2013-2014, 2015-2016
- Challenge League: 1

Zurigo: 2016-2017
- Campionato lituano: 1

Žalgiris: 2022
- Coppa di Lituania: 1

Žalgiris: 2022
- Supercoppa di Lituania: 1

Žalgiris: 2023

### Nazionale
- Campionato mondiale Under-17: 1

Nigeria 2009